# Anomoeotes instabilis
Anomoeotes instabilis és una espècie de lepidòpter zigenoïdeu de la família dels himantoptèrids (Himantopteridae), subfamília Anomoeotinae. És una espècie endèmica del Camerun.